# Екзорцист (фільм)
«Екзорцист» (англ. The Exorcist) — американський класичний художній фільм 1973 року Вільяма Фрідкіна. Екранізація роману «The Exorcist» (1971) Вільяма Пітера Блетті. Технічним консультантом фільму був священник Джон Нікола — автор монографії «Одержимість дияволом і екзорцизм». Фільм був номінований на десять премій «Оскара», включаючи номінацію «найкращий фільм року», але отримав тільки дві з них, одна з яких «технічна» — «найкращий звук». Вже протягом багатьох років фільм знаходиться у списку 250 найкращих фільмів за версією IMDb.

## Сюжет
Дочка знаменитої акторки (Ріган) стала поводитися абсолютно неадекватно. Мати (Кріс) відводить її спочатку до лікаря, з яким дівчинка поводиться незвично агресивно. Її напади, під час яких тремтить ліжко, стають все частіше. Ріган починає говорити чоловічим голосом. Лікарі, підозрюючи ураження мозку, роблять різноманітні обстеження, але не виявляють жодних аномалій, і не знаючи як лікувати Ріган, радять матері вдатися до екзорцизму.
Спочатку Кріс зустрічається зі священником (Каррас), який обстежуючи Ріган, чує від неї, що та називає себе дияволом. Каррас спочатку вважає, що дівчина збожеволіла внаслідок психозу, і він не змінює свій діагноз навіть тоді, коли дівчинка починає говорити дивною мовою. Але все ж пізніше він просить у Церкви дозвіл на обряд екзорцизму.
На допомогу Каррасу приходить досвідчений священник-екзорцист Ланкастер Меррін. Вони разом намагаються вигнати духа з тіла Ріган, але марно. Демон загрожує обом священникам, і Ланкастер Меррін помирає від серцевого нападу. Потім Каррас, не змігши допомогти Мерріну, нападає на дівчину і вимагає у демона переселитися в його тіло і дати спокій дівчині. Демон погоджується і переселяється, але коли розум Карраса починає потроху прояснюватися, він кидається у вікно і помирає. Ріган одужує і разом з матір'ю залишає місто.

## У ролях

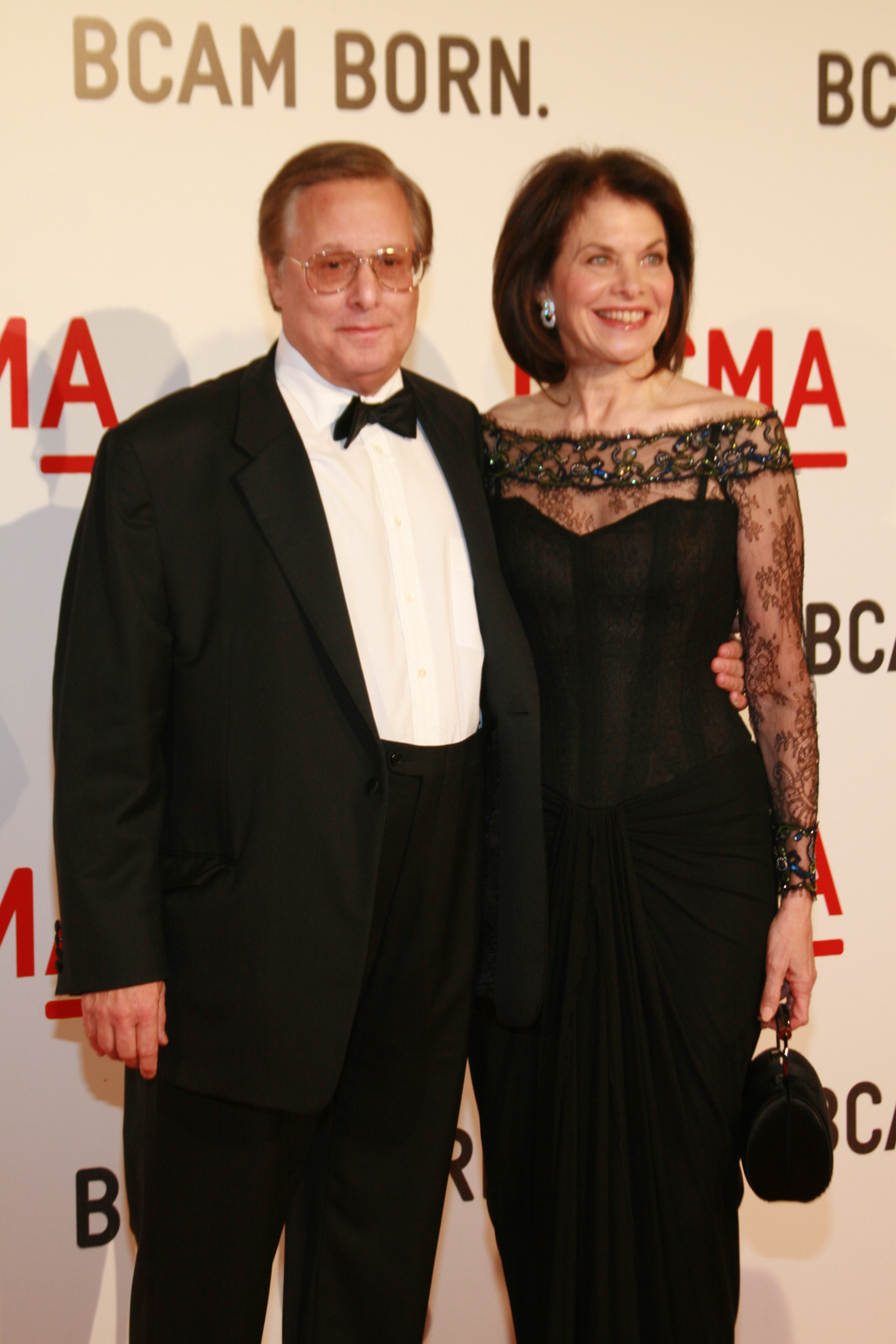
Режисер картини Вільям Фрідкін у супроводі з дружиною

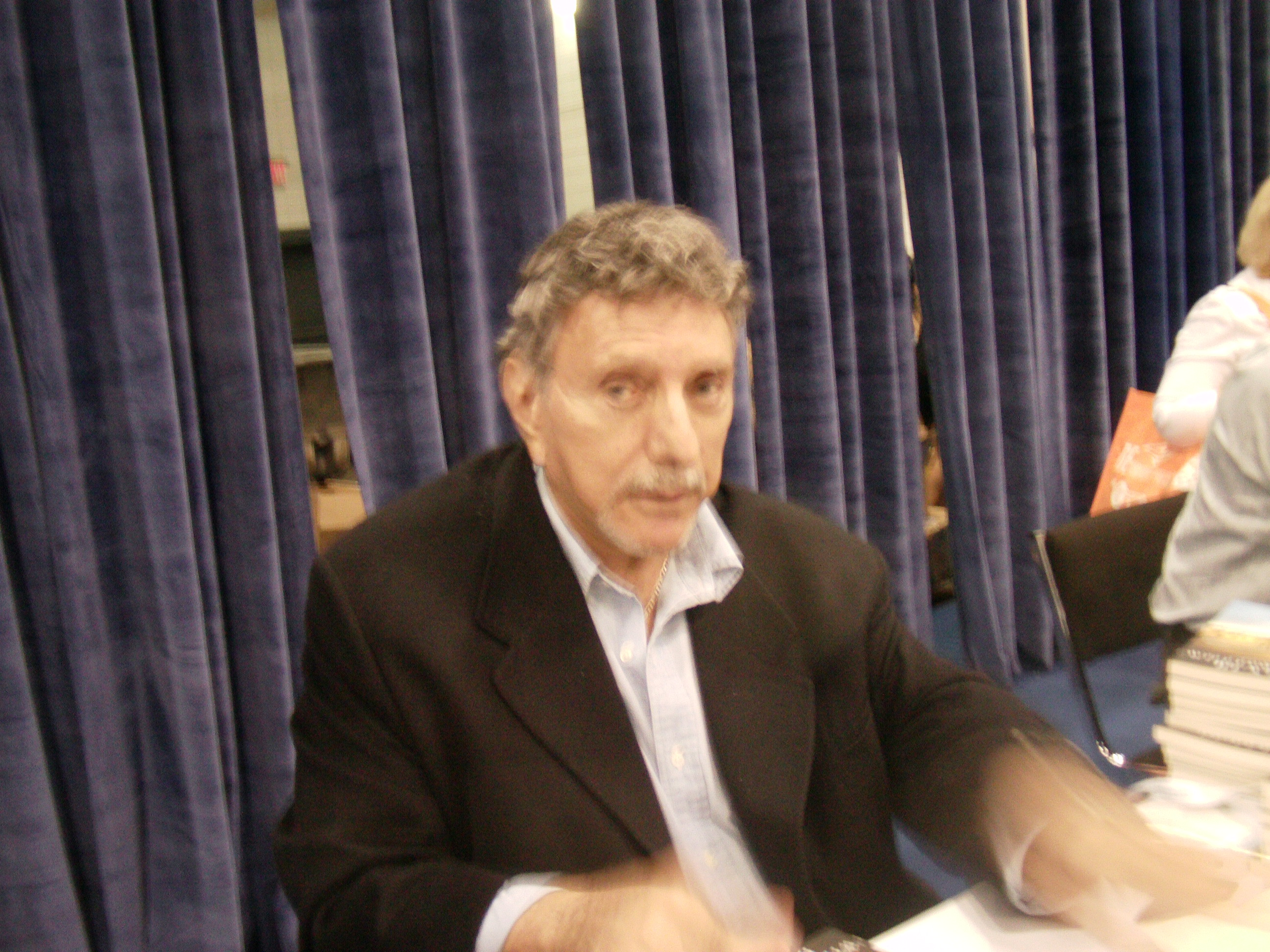
Вільям Пітер Блетті — продюсер і сценарист фільму

| Актор                | Роль                          |
| -------------------- | ----------------------------- |
| Еллен Берстін        | Кріс МакНіл                   |
| Джейсон Міллер       | священник Деміен Каррас       |
| Лінда Блер           | Ріган МакНіл                  |
| Лі Джей Кобб         | лейтенант Вільям Ф. Кіндерман |
| Макс фон Сюдов       | священник Ланкестер Меррін    |
| Мерседес Маккембрідж | голос Пазузу                  |
| Кітті Вінн           | Шерон Спенсер                 |
| Джек МакГоуран       | Берк Деннінгс                 |
| Вільям О'Мейлі       | священник Джозеф Дайер        |
| Артур Сторч          | психіатр                      |

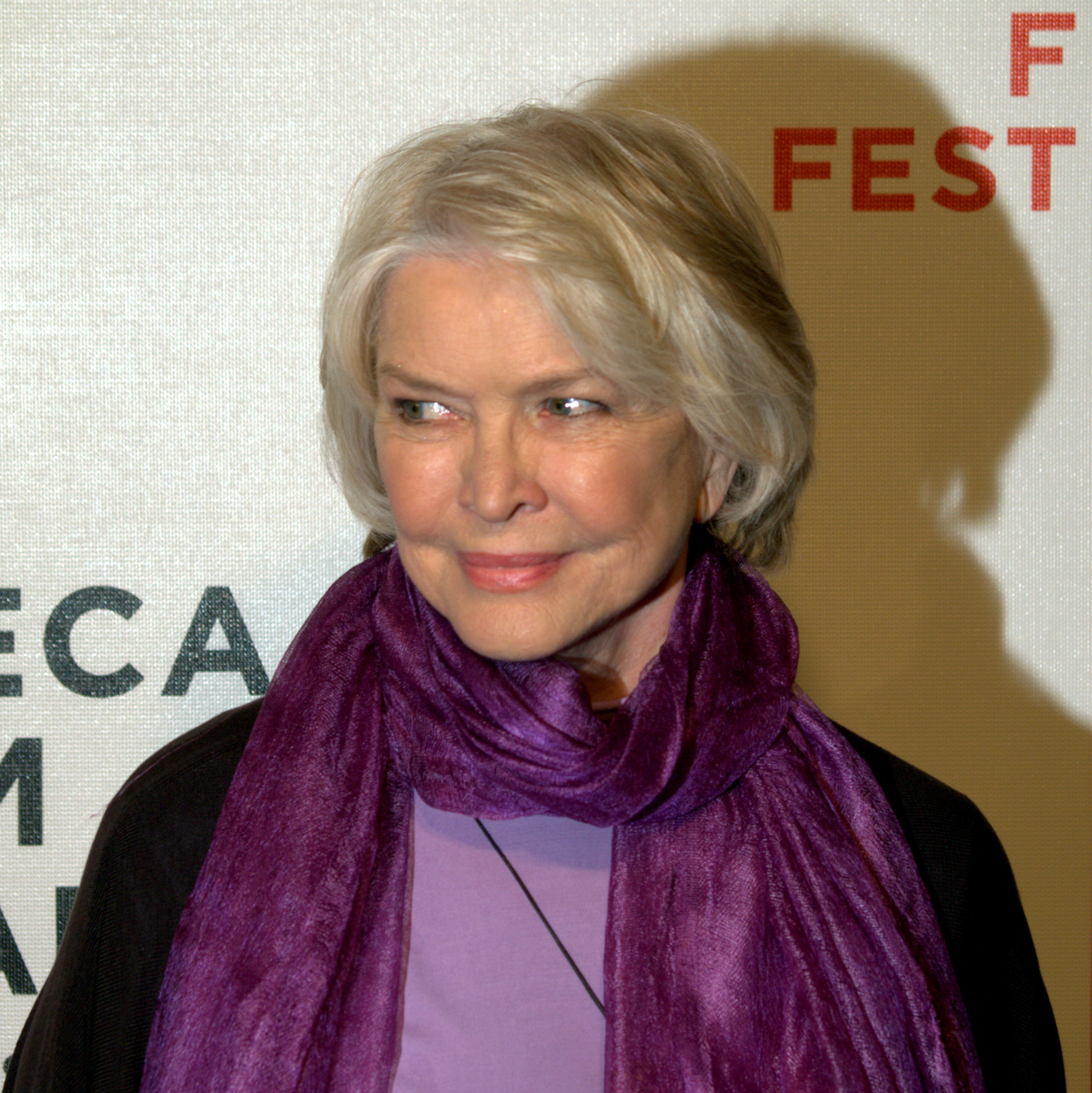
Еллен Берстін, яка зіграла Кріс МакНіл
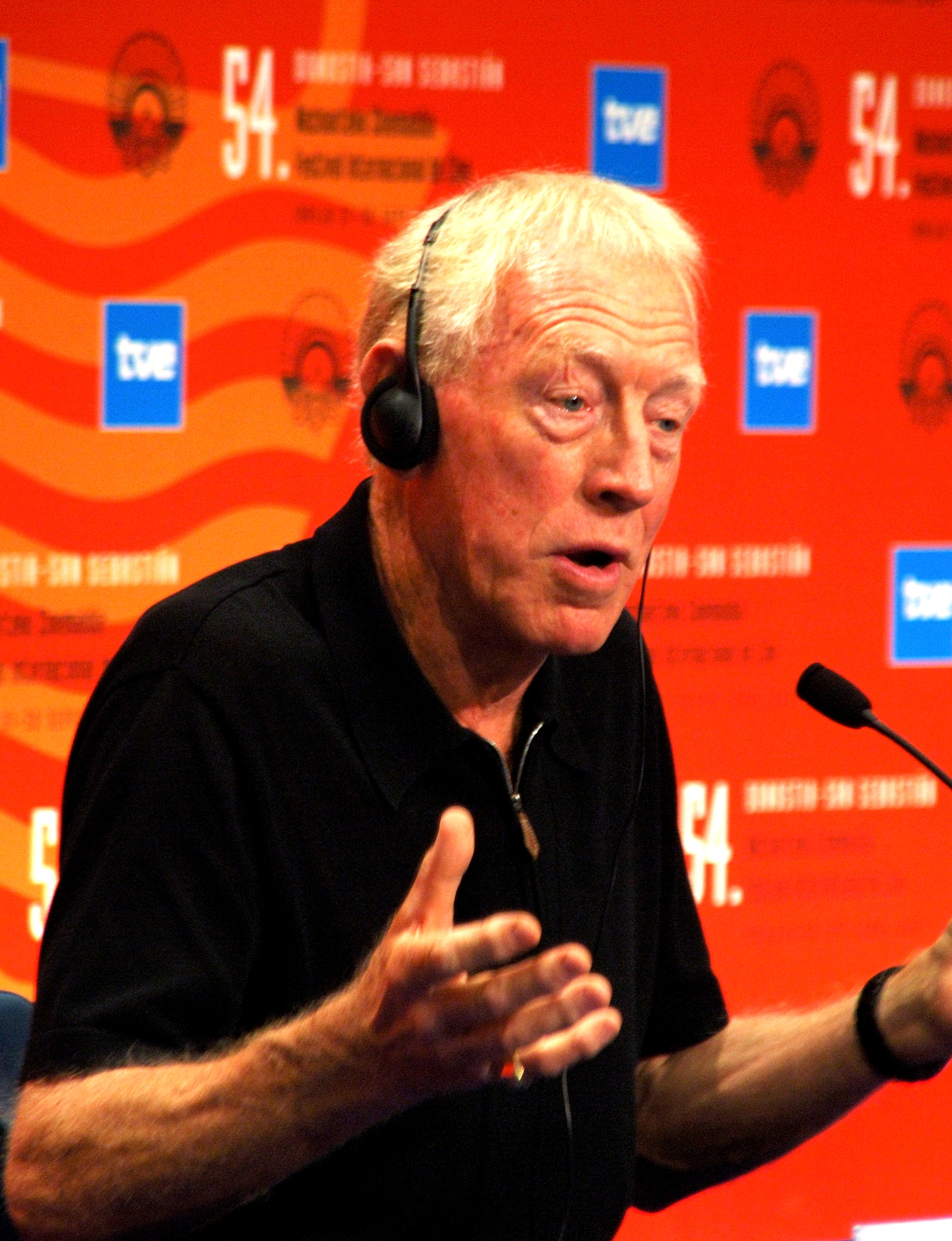
Макс фон Сюдов, який зіграв священника Ланкестера Мерріна
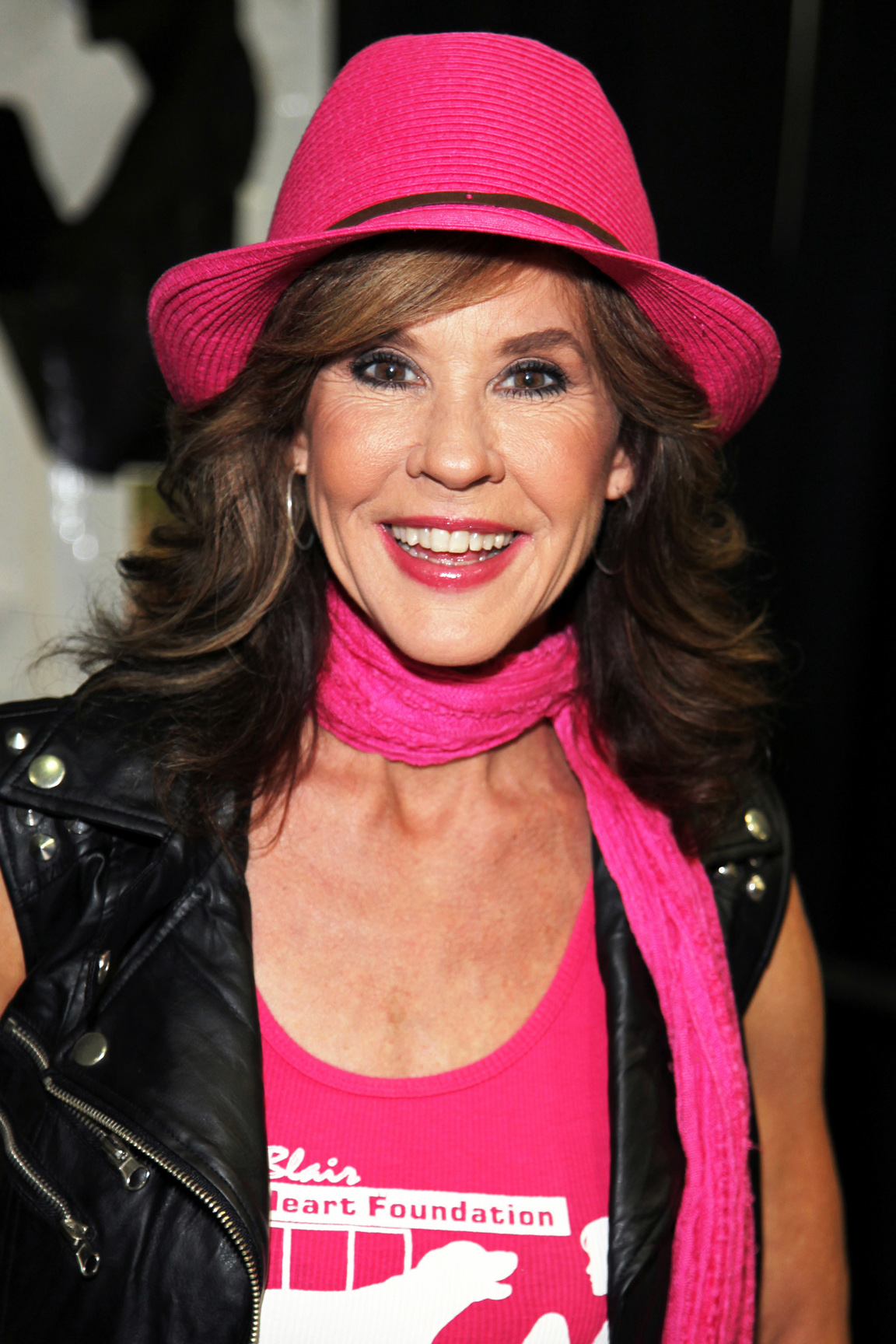
Лінда Блер, яка зіграла Ріган МакНіл
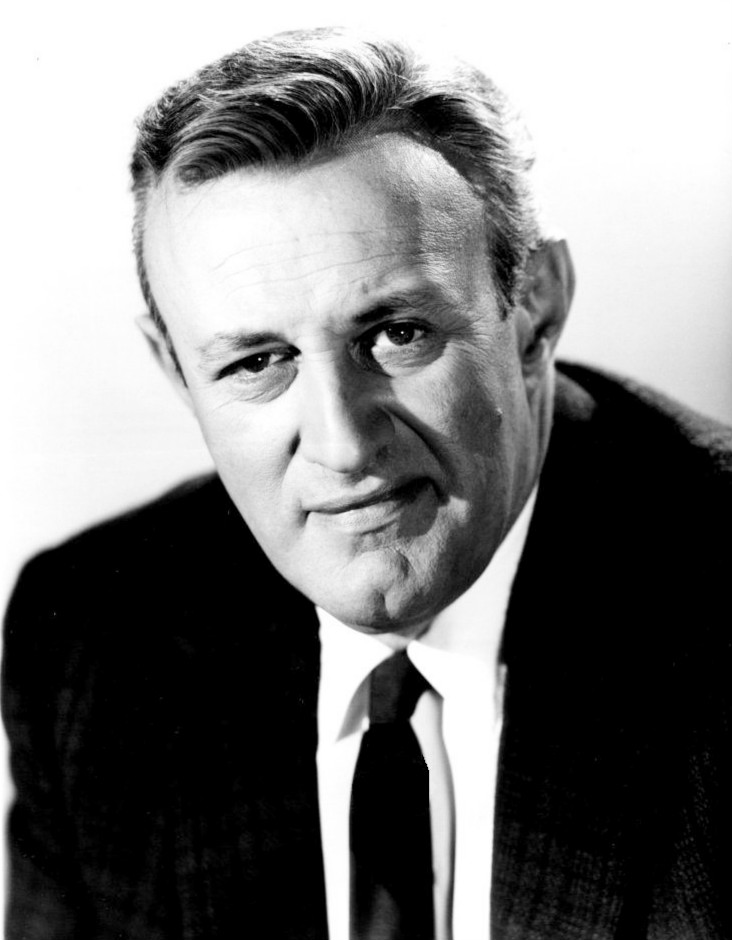
Лі Джей Кобб, який зіграв лейтенанта Кіндермана

## Нагороди і номінації
| Нагорода                       | Рік  | Категорія                              | Номінант                                          | Результат |
| ------------------------------ | ---- | -------------------------------------- | ------------------------------------------------- | --------- |
| Оскар                          | 1974 | Найкращий звук                         | Роберт Кнудсон, Крістофер Ньюман                  | Так       |
| Оскар                          | 1974 | Найкращий сценарій-адаптація           | Вільям Пітер Блетті                               | Так       |
| Оскар                          | 1974 | Найкраща чоловіча роль другого плану   | Джейсон Міллер                                    | Ні        |
| Оскар                          | 1974 | Найкраща жіноча роль                   | Елен Берстін                                      | Ні        |
| Оскар                          | 1974 | Найкраща жіноча роль другого плану     | Лінда Блер                                        | Ні        |
| Оскар                          | 1974 | Найкраща робота художника-постановника | Білл Маллі, Джері Вандерлей                       | Ні        |
| Оскар                          | 1974 | Найкраща операторська робота           | Оуен Ройзман                                      | Ні        |
| Оскар                          | 1974 | Найкраща режисура                      | Вільям Фрідкін                                    | Ні        |
| Оскар                          | 1974 | Найкращий монтаж                       | Джон Бродерік, Бад Сміт, Еван Лоттман, Норман Гей | Ні        |
| Оскар                          | 1974 | Найкращий фільм року                   | Вільям Пітер Блетті                               | Ні        |
| Сатурн                         | 1975 | Найкращий фільм жахів                  | Найкращий фільм жахів                             | Так       |
| Сатурн                         | 1975 | Найкращий грим                         | Дік Смітт                                         | Так       |
| Сатурн                         | 1975 | Найкращий сценарист                    | Вільям Пітер Блетті                               | Так       |
| Сатурн                         | 1975 | Найкращі спецефекти                    | Марсель Веркутр                                   | Так       |
| Золотий глобус                 | 1974 | Найкращий фільм                        | Найкращий фільм                                   | Так       |
| Золотий глобус                 | 1974 | Найкращий режисер                      | Вільям Фрідкін                                    | Так       |
| Золотий глобус                 | 1974 | Найкращий сценарій                     | Вільям Пітер Блетті                               | Так       |
| Золотий глобус                 | 1974 | Найкраща жіноча роль другого плану     | Лінда Блер                                        | Так       |
| Золотий глобус                 | 1974 | Найкраща жіноча роль                   | Елен Берстін                                      | Ні        |
| Золотий глобус                 | 1974 | Найкраща чоловіча роль другого плану   | Макс фон Сюдов                                    | Ні        |
| Золотий глобус                 | 1974 | Найкращий акторський дебют             | Лінда Блер                                        | Ні        |
| BAFTA                          | 1975 | Найкраща музика до фільму              | Крістофер Ньюман, Роберт Кнудсон та ін.           | Ні        |
| Премія Гільдії режисерів США   | 1974 | Найкращий режисер                      | Вільям Фрідкін                                    | Ні        |
| Імперія                        | 1999 | Найкращий режисер                      | Вільям Фрідкін                                    | Так       |
| Golden Reel                    | 1974 | Найкращі діалоги                       | Найкращі діалоги                                  | Так       |
| Golden Reel                    | 1974 | Найкращі звукові ефекти                | Найкращі звукові ефекти                           | Так       |
| Премія Гільдії сценаристів США | 1974 | Найкращий адаптований сценарій         | Вільям Пітер Блетті                               | Ні        |

## Цікаві факти

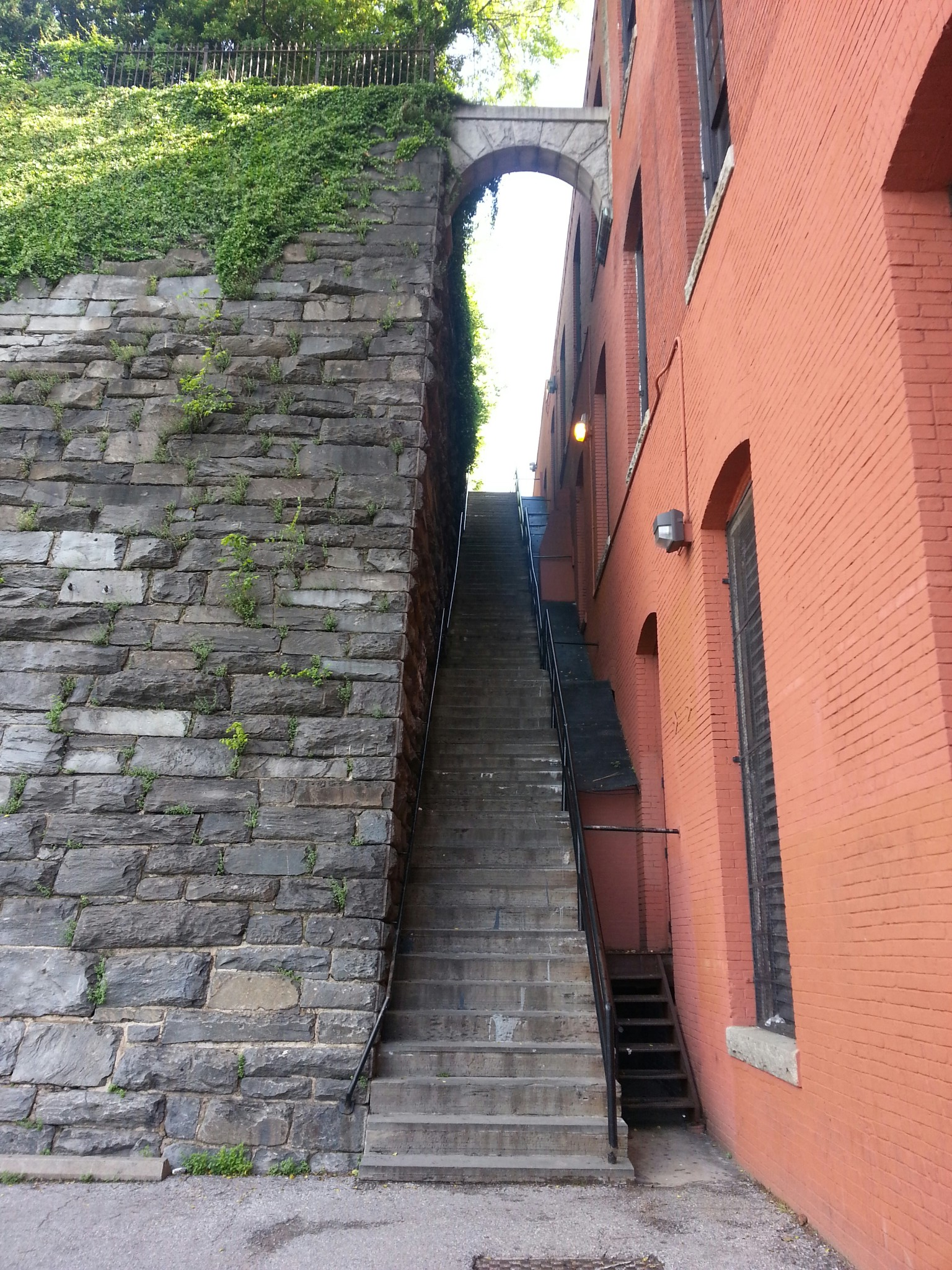
Сходи, з яких у фільмі впав езорцист Каррас

- Мерседес Маккембрідж, яка озвучувала демона, подала до суду позов на студію «Warner Brothers», за те, що її імені не було у титрах.
- Критик Стівен Фарбер вважав, що фільм «забезпечив церкві» найгучнішу рекламу з часів розп'яття Христа.
- У 2000 році вийшла відреставрована версія фільму з одинадцятьма додатковими хвилинами. Реставрація фільму обійшлася в $ 1 млн. Нова версія зібрала у перший вік-енд $ 8.1 млн, за три місяці прокату — $ 39.6 млн.
- «Біле» обличчя диявола, що з'являється в сценах режисерської версії — це загримоване обличчя актриси Ейлін Дітц.
- Після виходу фільму сходи, з яких впав екзорцист Каррас, стали визначною пам'яткою Джорджтауна і нині називаються «Сходами екзорциста».
- Фільм знімали в будинку, у якому колись жив сам Вільям Пітер Блетті.
- Медсестру, яка заходить до кабінету доктора Тені після артеріограми, зіграла матір акторки Лінди Блер — Елеонор.
- За версією тижневика Entertainment Weekly фільм «Екзорцист» визнаний найстрашнішим за всю історію кіно.
- Радянська газета «Правда» 2 лютого 1974 писала про випадки божевілля, які стали наслідком перегляду картини.
- У 2001 році вийшла комедійна картина «Дуже страшне кіно 2», в якій на початку представлена сцена-пародія на фільм «Екзорцист».

## Картини з однойменною назвою
| Рік виходу | Назва               | Режисер             |
| ---------- | ------------------- | ------------------- |
| 1973       | Екзорцист           | Вільям Фрідкін      |
| 1977       | Екзорцист 2: Єретик | Джон Бурман         |
| 1990       | Екзорцист 3         | Вільям Пітер Блетті |
| 2004       | Екзорцист: Початок  | Ренні Харлін        |
| 2005       | Екзорцист: Приквел  | Пол Шредер          |